# شرايين حجابية علوية
الشرايين الحجابية العلوية (بالإنجليزية: Superior phrenic arteries)‏ هي صغيرة وتنشأ من الجزء السفلي من الشريان الأورطي الصدري. وسميت شرايين حجابية علوية لأنه يتم توزيعها على الجزء الخلفي من السطح العلوي من الحجاب الحاجز، وتتفاغر مع الشرايين العضلية الحجابية والشريان التاموري الحجابي.